# Bisdom Montelíbano
Het bisdom Montelíbano (Latijn: Dioecesis Monslibanensis) is een rooms-katholiek bisdom met als zetel Montelíbano, in Colombia. Het bisdom is suffragaan aan het aartsbisdom Cartagena. 

## Geschiedenis
Het bisdom werd opgericht op 25 april 1969, als de territoriale prelatuur Alto Sinú, uit delen van het bisdom Montería en het apostolisch vicariaat San Jorge. Op 29 december 1998 werd het verheven tot bisdom, met de naam Montelíbano. 

## Parochies
Het bisdom had in 2021 een oppervlakte van 12.152 km2 en telde 328.924 inwoners waarvan 79,9% rooms-katholiek was.

## Ordinarii

### Prefecten
- Alfonso Sánchez Peña (28 juli 1969 - 16 februari 1989)
- Flavio Calle Zapata (16 februari 1989 - 16 februari 1993)

### Bisschoppen
- Julio César Vidal Ortiz (16 december 1993 - 31 oktober 2001)
- Edgar de Jesús Garcia Gil (28 oktober 2002 - 24 mei 2010)
- Luis José Rueda Aparicio (2 februari 2012 - 19 mei 2018)
  - Ramón Alberto Rolón Güepsa (apostolisch administrator: 7 juli 2018 - 24 juni 2020)
- Farly Yovany Gil Betancur (4 maart 2020 - heden)

## Galerij van afbeeldingen

Wapen van het bisdom Montelíbano

Cartagena (aartsbisdom) · Magangué · Montelíbano · Montería · Sincelejo